# Peter O’Toole

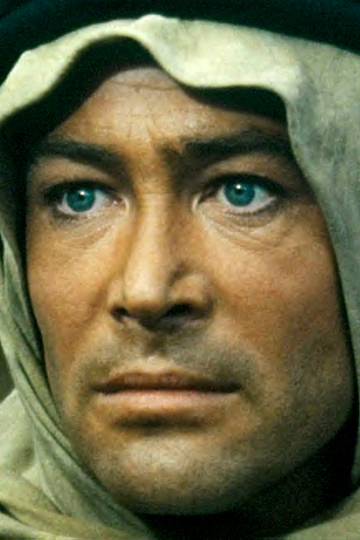
Peter O’Toole w trailerze filmu Lawrence z Arabii

Peter Seamus O’Toole (ur. 2 sierpnia 1932 w Leeds, zm. 14 grudnia 2013 w Londynie) – brytyjski aktor filmowy, teatralny i telewizyjny, producent filmowy i reżyser pochodzenia irlandzkiego. Ośmiokrotnie nominowany do Oscara za role pierwszoplanowe. Laureat Oscara za całokształt twórczości.

## Życiorys

### Wczesne lata
Urodził się w Connemarze jako syn irlandzkiego katolika, bukmachera Patricka Josepha O’Toole i protestantki Constance Jane (z domu Ferguson), pochodzącej ze szkockiej rodziny arystokratycznej. Miał starszą siostrę Patricię (ur. 1930).
Kiedy ukończył pierwszy rok życia, rodzina przeniosła się do północnej Anglii. Od 1937 roku dorastał w Leeds. Mając czternaście lat pracował jako posłaniec i doręczyciel, a później reporter gazety Yorkshire Evening News. Przez osiem lat był uczniem szkoły katolickiej. W wieku siedemnastu lat pojawił się po raz pierwszy na scenie Leeds Civic Theatre. Służył przez dwa lata jako radiotelegrafista w brytyjskiej Flocie Królewskiej. W latach 1952–1954 uczęszczał do Królewskiej Akademii Sztuk Dramatycznych w Bloomsbury, w dzielnicy centralnego Londynu, gdzie za otrzymane stypendium kontynuował naukę w Abbey Theatre’s Drama School w Dublinie.

### Kariera
Występował jako szekspirowski Hamlet oraz m.in. w spektaklu Johna Osborne’a Spójrz z gniewem za siebie (Look Back In Anger) w Bristol Old Vic w Bristolu, londyńskim Royal Court Theatre i Royal Shakespeare Company w Stratford-on-Avon, gdzie zagrał szekspirowskie kreacje Tersytesa w Troilusie i Kresydzie, Petruchia w Poskromieniu złośnicy i Shylocka w Kupcu weneckim.
Swoją karierę ekranową zapoczątkował gościnną rolą pierwszego żołnierza w jednym z odcinków przygodowego serialu familijnego Szkarłatny kurzyślad (The Scarlet Pimpernel, 1956). Cztery lata później, roku 1960 zadebiutował na kinowym ekranie w trzech filmach – adaptacji książki Roberta Louisa Stevensona Porwany za młodu (Kidnapped), Dzień, w którym obrabowano Bank Anglii (The Day They Robbed the Bank of England) w roli kapitana Fitcha i przygodowym dramacie kryminalnym Niewinne dzikusy (The Savage Innocents) u boku Anthony’ego Quinna jako pierwszy kawalerzysta.
Odniósł sukces tytułową charyzmatyczną kreacją brytyjskiego archeologa, podróżnika i wojskowego Thomasa E. Lawrence’a w dramacie przygodowym Davida Leana Lawrence z Arabii (Lawrence of Arabia, 1962), za którą odebrał nagrodę Brytyjskiej Akademii Filmowej (BAFTA) i zdobył nominację do nagrody Oscara i dwie nominacje do Złotego Globu. Wcielił się w tytułowego bohatera powieści Josepha Conrada Lord Jim (1965), a także: Anioła w filmie Biblia (The Bible: In the Beginning..., 1966) i Reginalda Johnstona, angielskiego nauczyciela Pu Yi, ostatniego cesarza Chin w dramacie historycznym Bernardo Bertolucciego Ostatni cesarz (The Last Emperor, 1987).
Kolejne wielkie role, które przyniosły mu nominacje do nagrody Oscara to: angielski Król Henryk II w dramacie historycznym Becket (1964), Henryk II w dramacie historycznym Lew w zimie (The Lion in Winter, 1968), Arthur Chipping w dramacie muzycznym Żegnaj Chips (Goodbye, Mr. Chips, 1969), czternasty hrabia Jack Gurney w komedii muzycznej Wyższe sfery/Klasa rządząca (The Ruling Class, 1972), reżyser Eli Cross udzielający schronienia ściganemu przez policję eks-ochotnikowi z Wietnamu w czarnej komedii Kaskader z przypadku (The Stunt Man, 1980), aktor po przejściach alkoholowych w komedii Mój najlepszy rok (My Favorite Year, 1982) oraz starzejący się aktor Maurice posiadający kilka drobnych sukcesów w komediodramacie Wenus (Venus, 2006). Za rolę biskupa Cauchona w telewizyjnym dramacie historycznym Joanna D’Arc (Joan of Arc, 1999) odebrał nagrodę Emmy. W 2003 roku otrzymał honorowego Oscara za całokształt pracy aktorskiej. W ekranizacji Księgi Estery – Jedna noc z królem (One Night with the King, 2006) wystąpił jako Samuel.

## Życie prywatne
Spotykał się z Jayne Mansfield, Helen Mirren, Elizabeth Taylor, Anitą Ekberg, Vivien Leigh, Ursulą Andress i księżniczką Małgorzatą. W 1958 roku związał się z aktorką Siân Phillips, którą poślubił w grudniu 1959. Mieli dwie córki – Kate (ur. 1960) i Patricię (ur. 1963). Lecz 14 sierpnia 1979 doszło do rozwodu. Spotykał się z Avą Gardner, Audrey Hepburn (1962–1963), Dianą Dors (1964), Katharine Hepburn (1968) i Amandą Plummer (1979). W latach 1982–1988 związany był z modelką Karen Somerville Brown, z którą miał syna Lorcana Patricka (ur. 14 marca 1983).
W lipcu 2012 ogłosił, że wycofuje się z aktorstwa. Zmarł 14 grudnia 2013 w londyńskim szpitalu po długiej i ciężkiej chorobie w wieku 81 lat. Jego pogrzeb odbył się w Londynie 21 grudnia.

## Filmografia
| Rok  | Tytuł                                                                            | Rola                                          | Reżyser                             |
| ---- | -------------------------------------------------------------------------------- | --------------------------------------------- | ----------------------------------- |
| 1956 | Szkarłatny kurzyślad (The Scarlet Pimpernel)                                     | pierwszy żołnierz                             | David MacDonald                     |
| 1960 | Porwany za młodu (Kidnapped)                                                     | Robin MacGregor                               | Robert Stevenson                    |
| 1960 | Dzień, w którym obrabowano Bank Anglii (The Day They Robbed the Bank of England) | kapitan Monty Fitch                           | John Guillermin                     |
| 1960 | Niewinne dzikusy (The Savage Innocents)                                          | pierwszy kawalerzysta                         | Nicholas Ray                        |
| 1962 | Lawrence z Arabii (Lawrence of Arabia)                                           | Thomas Edward Lawrence                        | David Lean                          |
| 1964 | Becket                                                                           | król Henryk II                                | Peter Glenville                     |
| 1965 | Lord Jim                                                                         | Lord Jim                                      | Richard Brooks                      |
| 1965 | Co słychać, koteczku? (What’s New Pussycat?)                                     | Michael James                                 | Clive Donner, Richard Talmadge      |
| 1965 | Brodziec (The Sandpiper)                                                         | głos                                          | Vincente Minnelli                   |
| 1966 | Biblia (The Bible: In the Beginning...)                                          | anioł                                         | John Huston                         |
| 1966 | Jak ukraść milion dolarów (How to Steal a Million)                               | Simon Dermott                                 | William Wyler                       |
| 1967 | Noc generałów (The Night of the Generals)                                        | generał Tanz                                  | Anatole Litvak                      |
| 1967 | Casino Royale                                                                    | szkocki dudziarz                              | John Huston                         |
| 1968 | Lew w zimie (The Lion in Winter)                                                 | król Henryk II                                | Anthony Harvey                      |
| 1968 | Katarzyna Wielka (Great Catherine)                                               | kpt. Charles Edstaston                        | Gordon Flemyng                      |
| 1969 | Do widzenia, panie Chips (Goodbye, Mr. Chips)                                    | Arthur Chipping                               | Herbert Ross                        |
| 1970 | Fergusonowie (Country Dance)                                                     | sir Charles Ferguson                          | J. Lee Thompson                     |
| 1971 | Prywatna wojna Murphy’ego (Murphy's War)                                         | Murphy                                        | Peter Yates                         |
| 1972 | Wyższe sfery (The Ruling Class)                                                  | Jack Gurney                                   | Peter Medak                         |
| 1972 | Pod mlecznym lasem (Under Milk Wood )                                            | kapitan Tom Cat                               | Andrew Sinclair                     |
| 1972 | Człowiek z La Manchy (Man of La Mancha)                                          | Don Kichot/Miguel de Cervantes/Alonso Quijano | Arthur Hiller                       |
| 1975 | Piętaszek (Man Friday)                                                           | Robinson Crusoe                               | Jack Gold                           |
| 1975 | Różyczka (Rosebud)                                                               | Larry Martin                                  | Otto Preminger                      |
| 1978 | Power Play                                                                       | pułkownik Zeller                              | Martyn Burke                        |
| 1979 | Świt Zulu (Zulu Dawn)                                                            | Lord Chelmsford                               | Douglas Hickox                      |
| 1979 | Kaligula (Caligula)                                                              | Tyberiusz                                     | Tinto Brass                         |
| 1980 | Kaskader z przypadku (The Stunt Man)                                             | Eli Cross                                     | Richard Rush                        |
| 1982 | Mój najlepszy rok (My Favorite Year)                                             | Alan Swann                                    | Richard Benjamin                    |
| 1984 | Supergirl                                                                        | Zaltar                                        | Jeannot Szwarc                      |
| 1985 | Stwórca (Creator)                                                                | dr Harry Wolper                               | Ivan Passer                         |
| 1986 | Klub „Raj” (Club Paradise)                                                       | gubernator Anthony Croyden Hayes              | Harold Ramis                        |
| 1987 | Ostatni cesarz (The Last Emperor)                                                | Reginald Johnston                             | Bernardo Bertolucci                 |
| 1988 | Zjawy (High Spirits)                                                             | Peter Plunkett                                | Neil Jordan                         |
| 1989 | W pewną noc, w świetle księżyca (As Long as It's Love)                           | prof. Yan McShoul                             | Lina Wertmüller                     |
| 1990 | Złodziej tęczy (Wings of Fame)                                                   | cesarz Meleagre                               | Otakar Votocek                      |
| 1990 | Dziadek do orzechów (The Nutcracker Prince)                                      | Pantaloon (głos)                              | Paul Schibli                        |
| 1991 | Król Ralph (King Ralph)                                                          | sir Cedric Charles Willingham                 | David S. Ward                       |
| 1991 | Isabelle Eberhardt                                                               | major Lyautey                                 | Ian Pringle                         |
| 1992 | Córki Rebeki (Rebecca's Daughters)                                               | Lord Sarn                                     | Karl Francis                        |
| 1993 | Siódma moneta (The Seventh Coin)                                                 | Emil Saber                                    | Dror Soref                          |
| 1996 | Podróże Guliwera (Gulliver's Travels, TV)                                        | imperator liliputów                           | Charles Sturridge                   |
| 1997 | Elfy z ogrodu czarów (FairyTale: A True Story)                                   | Arthur Conan Doyle                            | Charles Sturridge                   |
| 1998 | Powrót do domu (Coming Home, TV)                                                 | płk. Edgar Carey-Lewis                        | Giles Foster                        |
| 1998 | Odwieczny wróg (Phantoms)                                                        | dr Timothy Flyte                              | Joe Chappelle                       |
| 1999 | Joanna D’Arc (Joan of Arc, TV)                                                   | bp Pierre Cauchon                             | Christian Duguay                    |
| 1999 | Molokai – historia ojca Damiana (Molokai: The Story of Father Damien)            | William Williamson                            | Paul Cox                            |
| 1999 | Rezydencja (The Manor)                                                           | pan Ravenscroft                               | Ken Berris                          |
| 2002 | Globalna herezja (Global Heresy)                                                 | Lord Charles Foxley                           | Sidney J. Furie                     |
| 2002 | Ostatnia odsłona (The Final Curtain)                                             | J.J. Curtis                                   | Patrick Harkins                     |
| 2003 | Hitler: Narodziny zła                                                            | prezydent Paul von Hindenburg                 | Christian Duguay                    |
| 2003 | August pierwszy cesarz (Imperium: Augustus, TV)                                  | Oktawian August                               | Roger Young                         |
| 2003 | Cudowne lata bohemy (Bright Young Things)                                        | płk. Blount                                   | Stephen Fry                         |
| 2004 | Troja (Troy)                                                                     | król Priam                                    | Wolfgang Petersen                   |
| 2005 | Lassie                                                                           | książę                                        | Charles Sturridge                   |
| 2005 | Casanova (miniserial)                                                            | stary Giacomo Casanova                        | Sheree Folkson                      |
| 2006 | Jedna noc z królem (One Night with the King)                                     | prorok Samuel                                 | Michael O. Sajbel                   |
| 2006 | Venus                                                                            | Maurice                                       | Roger Michell                       |
| 2007 | Gwiezdny pył (Stardust)                                                          | król Stromholdu                               | Matthew Vaughn                      |
| 2007 | Ratatuj (Ratatouille)                                                            | Anton Ego (głos)                              | Brad Bird                           |
| 2008 | Dean Spanley                                                                     | Fisk, senior (Horatio)                        | Toa Fraser                          |
| 2008 | Święta Thomasa Kinkade'a (Christmas Cottage)                                     | Glen Wesman                                   | Michael Campus                      |
| 2008 | Dynastia Tudorów (The Tudors, serial TV)                                         | papież Paweł III                              | Michael Hirst                       |
| 2012 | Cristiada                                                                        | ks. Cristóbal Magallanes Jara                 | Dean Wright                         |
| 2014 | Katherine of Alexandria                                                          | Gallus                                        |                                     |
| 2015 | The Whole World at Our Feet                                                      | Holownik                                      | Salamat Mukhammed-Ali, Dauren Mussa |

## Nagrody
- Złoty Glob
  - 1965 Becket (Najlepszy aktor w dramacie)
  - 1969 Lew w zimie (Najlepszy aktor w dramacie)
  - 1970 Goodbye, Mr. Chips (Najlepszy aktor w komedii lub musicalu)
- Nagroda Emmy 1999 Joanna D’Arc (Najlepszy aktor drugoplanowy w miniserialu lub filmie telewizyjnym)